# أولريش كيسلر
أولريش كيسلر (بالألمانية: Ulrich Kessler)‏ هو دبلوماسي ألماني، ولد في 3 نوفمبر 1894 في غدانسك في بولندا، وتوفي في 27 مارس 1983 في باد أوراخ في ألمانيا.